# Super Mario Run
Super Mario Run (japanska: スーパーマリオラン Hepburn: Sūpā Mario Ran?) är ett sidscrollande plattformsspel, "Automatic runner spel" utvecklat och publicerat av Nintendo för iOS och Android-enheter. Det släpptes först för iOS den 15 december 2016 och släpptes till Android i mars 2017. Spelet är ett av Nintendos första spel som har utvecklats för mobila enheter, och ett av de få fall som ett spel i Mario-serien har släppts på en icke-Nintendokonsol.